# 李楓 (演員)
李楓（英語：Lee Fung、1953年8月18日—），原名李惠歡，香港女演員，香港女性舞台劇資深演員，為前無綫電視部頭合約女藝員。

## 簡歷
李楓中學畢業出來後，到一間銀行工作。後誤打誤撞入讀了1975年參加自無綫電視藝員訓練班第5期藝員訓練班，並於1976年順利畢業。1978年獲導演發掘從而在電影圈發展，與無綫的合約也暫時擱著，而她在《射鵰英雄傳續集》中飾演韓小瑩（江南七怪之一）一角，深入民心。其後曾參與演出的電影包括《我未成年》、《撞板風流》等。偶爾亦會客串演出曾參與間中有在話劇及舞台劇等等。以2007年3月公演的《鄧碧雲夜遊古蹟》成為城中熱話，引人關注。
1995年重返無綫電視後參演《刑事偵緝檔案II》，於劇中飾演只得兩句對白的寒酸岳母一角。其後更被無綫投閒置散，不准接拍任何電視劇，直至1998年約滿離開無綫電視後所以才轉投亞洲電視。2003年重獲拍攝劇集，因聲音響亮而擅長飾演牙尖嘴利的家婆、岳母等角色，其後主要飾演慈母等角色。雖戲份不多，至2004年再次重返無綫電視，在劇中只是配角一名也獲不少觀眾留意。以2005年播映的《情迷黑森林》才算得上是李楓的代表作，更憑此劇獲提名該年台慶頒獎禮「本年度我最喜愛的實力非凡女藝員」（最佳女配角），贏盡不少風頭。2010年在《依家有喜》中亦有不少戲份，飾演西門飄雪一角。
本於2012年8月約滿無綫的李楓，提早於2012年1月與無綫提前解約；她正式轉投香港電視網絡，結束與無綫電視37年之賓主關係。曾在《惡毒老人同盟》中首度擔任第一女主角。至2015年3月合約到期後離開。
至2015年4月，李楓已約滿香港電視網絡。
2015年5月，李楓再次重返無綫電視，被安排參與處境劇愛回家，成爲主要演員之一。該劇拍畢後，李楓多數演出爲閒角，直至2020年4月無綫電視合約期滿退休後離巢爲止不再向TVB續約、結束與45年之無線的賓主關係，偶爾亦會客串演出電影及電視劇集話劇和舞臺劇等等。

## 駕駛事件
2007年3月，李楓被揭發停牌期間駕駛，而且沒有購買第三者保險，在同年5月11日於觀塘裁判法院被判罪名成立，需要進行120小時社會服務令 ，並罰款2000港元及停牌1年。
2014年12月25日下午，李楓涉嫌酒後駕駛一輛本田Civic，發生交通意外，其座駕車頭撞毀，左前輪飛脫。李楓聲稱不知道發生車禍，繼而駕車至將軍澳道近觀塘警署時，其車頭左前輪疑過熱而著火焚燒，需出動消防救熄。李楓因未能提供酒精測試而隨後被警方落案控告酒後駕駛。其座駕的行車證亦被發現過期。

## 演出作品

### 電視劇（無綫電視）
| 首播         | 劇名               | 角色                   |
| 1995年       | 刑事偵緝檔案II     | 青岳母                 |
| 2004年       | 皆大歡喜           | 李 婆                  |
| 2005年       | 情迷黑森林         | 曲 琪／覃茴香          |
| 2005年       | 酒店風雲           | 羅美彩                 |
| 2006年       | 施公奇案           | 趙月娥                 |
| 2006年       | 女人唔易做         | 楓                     |
| 2007年       | 迎妻接福           | 賀劉芳                 |
| 2007年       | 同事三分親         | 韋靈秀                 |
| 2007年       | 爸爸閉翳           | Joyce母親              |
| 2007年       | 奸人堅             | 陳 兵                  |
| 2007年       | 歲月風雲           | 葉 芳                  |
| 2007年       | 師奶兵團           | 詩                     |
| 2007年       | 兩妻時代           | 吳牡丹                 |
| 2008年       | 太極               | 米浦氏                 |
| 2008年       | 古靈精探           | 吳淑德                 |
| 2008年       | 少年四大名捕       | 冷如霜                 |
| 2008年       | 珠光寶氣           | 英 姐                  |
| 2008年       | 畢打自己人         | 黃美嫦、譚老太         |
| 2008年       | 師奶股神           | 雷艷芳                 |
| 2008年       | Click入黃金屋      | 徐王麗霞               |
| 2009年       | 大冬瓜             | 三 姑                  |
| 2009年       | ID精英             | 趙 太                  |
| 2009年       | 有營煮婦           | 梁小姐                 |
| 2009年       | 廉政行動2009       | 葉 太                  |
| 2009年       | 古靈精探B          | 吳淑德                 |
| 2009年       | 巴不得爸爸...      | 謝帶壁                 |
| 2010年       | 老公萬歲           | 金銀花                 |
| 2010年       | 搜下留情           | 張馮蘇珊               |
| 2010年       | 天天天晴           | 施 太                  |
| 2010年       | 施公奇案II         | 趙月娥                 |
| 2010年       | 女人最痛           | 李子燕                 |
| 2010年       | 依家有喜           | 西門飄雪               |
| 2010年       | 居家兵團           | 君                     |
| 2011年       | 魚躍在花見         | 千代子                 |
| 2011年       | 怒火街頭           | 嚴婆婆                 |
| 2012年       | 換樂無窮           | Rosa                   |
| 2012年       | 4 In Love          | 方翠玉                 |
| 2012年       | On Call 36小時     | 司徒珊                 |
| 2012年       | 飛虎               | 張 婆                  |
| 2013年       | 女警愛作戰         | 七 姑                  |
| 2015-2016年  | 愛·回家            | 倫靜雯                 |
| 2016年       | EU超時任務         | 姚麗婷                 |
| 2017至2019年 | 愛·回家之開心速遞  | 花婆婆（第27集）       |
| 2017至2019年 | 愛·回家之開心速遞  | 孟 婆 （第606、607集） |
| 2017年       | 踩過界             | 娣                     |
| 2017年       | 溏心風暴3          | 曾太婆                 |
| 2018年       | 三個女人一個「因」 | 豆 母                  |
| 2018年       | 棟仁的時光         | 麵店老闆               |
| 2018年       | BB來了             | 妙奶奶                 |
| 2018年       | 再創世紀           | 李佳蓉                 |
| 2019年       | 婚姻合伙人         | 三 婆                  |
| 2019年       | 機動部隊2019       | 清潔工人               |
| 2019年       | 好日子             | 何淑秋                 |
| 2019年       | 她她她的少女時代   | 王帶銀                 |
| 2020年       | 黃金有罪           | 錢有娣                 |
| 2020年       | 那些我愛過的人     | Miss Wong              |
| 2020年       | 使徒行者3          | 楓 姐                  |

### 電視劇（香港電視網絡）
- 2015年：導火新聞線 飾 何麗雲
- 2015年：大眾情性 飾 李太
- 2015年：歲月樓情 飾 根嫂
- 2015年：惡毒老人同盟 飾 朱幗春
- 2015年：四年B班 飾 風姐

### 電視劇（亞洲電視）
- 2002年：搶槓夫妻 飾 龍娣
- 2002年：花田囍事 飾 周太君
- 2003年：萬家燈火 飾 朱秀玉

### 電視劇（ViuTV）
- 2023年：冰上火花 飾

### 電影
- 1978年：射鵰英雄傳續集
- 1989年：我未成年 飾 簡姑娘
- 1994年：伴我同行
- 1994年：撞板風流
- 1995年：海根
- 1995年：那有一天不想你 飾 石頭魚
- 1996年：飛虎
- 1996年：電影故事
- 1996年：人細鬼大
- 1997年：猛鬼通宵陪住你
- 1997年：南海十三郎
- 1997年：麻雀飛龍
- 1997年：求戀期
- 1997年：完全結婚手冊
- 1997年：天才與白痴
- 1998年：超時空要愛
- 1998年：超級整蠱霸王
- 1999年：1959某日某
- 2000年：小親親
- 2001年：幽靈人間
- 2001年：靚女差館
- 2001年：別戀
- 2001年：同居蜜友
- 2001年：愛情觀自在
- 2002年：九個女仔一隻鬼
- 2002年：一碌蔗
- 2002年：這個夏天有異性
- 2002年：枕邊凶靈
- 2002年：我老婆唔夠秤 飾 十三媽
- 2002年：乾柴烈火 飾 欣姐
- 2002年：賤精先生
- 2002年：我左眼見到鬼
- 2003年：飛虎雄師之再戰江湖
- 2003年：我的婆婆黃飛鴻
- 2003年：飛虎雄師之復仇
- 2003年：飛虎雄師之點指兵兵
- 2003年：飛虎雄師之邊緣人
- 2003年：絕種好男人
- 2003年：百分百感覺 2003
- 2003年：百年好合
- 2003年：少年刀手
- 2003年：飛虎雄師之救世者
- 2003年：廟街公主 飾 Wilford母親
- 2003年：飛虎雄師之劫金風暴
- 2003年：西貢的童話
- 2004年：身驕肉貴 飾 黃興貴母
- 2004年：精裝追女仔2004
- 2004年：墨斗先生
- 2004年：我的大舊父母
- 2005年：非常青春期 飾 雷大姐
- 2005年：b420 飾 文母
- 2005年：雀聖 飾 六嬸
- 2007年：七擒七縱七色狼 飾 甜甜姐
- 2009年：窃听风云 飾 炒股妇人
- 2012年：2012我愛HK 喜上加囍 飾 華嫂
- 2012年：高舉·愛 飾 勇母
- 2016年：導火新聞線 飾 何麗雲
- 2020年：阿索的故事 飾 祥嫂
- 2021年：G風暴 飾 律師

### 香港電台（單元劇）
- 流金頌之寫生 飾 李愛玲
- 黃金歲月之375日．別離 飾 譚倩英
- 證義搜查線 飾 「貴達證券行」客戶（第1集）

### 舞台劇
- 南海十三郎 飾 三姨太
- 上海之夜 飾 舞女
- 嬉春酒店 飾 白愛心
- 人間有情 飾 老鴇
- 芳華絕代之曇花一現
- 曇花戀
- 劍雪浮生 飾 鄧碧雲
- 好姐賣粉果 飾 阿好
- 小井胡同

## 外部連結
- 香港影庫 HKMDB  李楓 （页面存档备份，存于）